# Marco Antonio Solís
Marco Antonio Solís (Ario de Rosales, 29 december 1959) is een Mexicaanse zanger, componist, muziekproducent, acteur en ondernemer.

## Introductie
Samen met zijn neef Joel Solís was hij de oprichter van de Mexicaanse groep Los Bukis, waarvan hij de zanger, muzikant, producer en auteur van de meeste liedjes was; in het begin speelde hij keyboard en later pauk en gitaar. Hier werd hij bekend om zijn muziek en als één van de leden van de groep. Hij is als gevolg hiervan ook wel bekend onder de naam El Buki, afgeleid van de muziekgroep Los Bukis waar hij leadzanger was.
Na het uiteenvallen van Los Bukis begon Marco Antonio zijn muzikale carrière als solist met succesvolle albums en succesvolle concerttournees over de hele wereld. Zijn derde album Trozos de mi alma, met nieuwe versies van bekende liedjes van zijn hand voor andere artiesten, dit keer door hemzelf geïnterpreteerd, is een van de meest succesvolle en best verkochte albums.
Als producer en componist hebben bekende Spaanstalige artiesten zijn liedjes opgenomen: Marisela, Beatriz Adriana, Lucero, Paulina Rubio, Enrique Iglesias, Raphael, Rocío Jurado, Rocío Dúrcal, Alejandro Fernández, Maná, José Madero, Olga Tañón, Ricardo Montaner, Enanitos Verdes, Roberto Carlos, Jenni Rivera, Mon Laferte, Myriam Hernández, Yuridia, Tito Nieves en zelfs in andere talen, zoals het Braziliaanse duo Bruno e Marrone.
Daarnaast is hij ook ondernemer. Marco Antonio opende, te midden van de coronapandemie, het toeristische Hotel Mansion Solis met spa in de stad Morelia, waar hij woonachtig is. Daarnaast is hij eigenaar van het tequila-merk Tesoro Azul, de cocktail- en spijzensaus Buki Salsa en het koffiemerk Quiéreme. Hij is ook een nasynchronisatieacteur in het Spaans. 
Enkele van de meest beroemde nummers van Marco Antonio Solís zijn Si No Te Hubieras Ido, Sigue Sin Mí, Tu Amor o Tu Desprecio, ¿A Dónde Vamos a Parar? en La Venia Bendita.
Sinds augustus 2010 heeft hij een ster op de Hollywood Walk of Fame.
Hij heeft diverse malen deelgenomen aan het muziekfestival van Viña del Mar, waaronder in 1996, 1998, 2005, 2008, 2011, 2016 en 2019.

## Discografie

### Met Los Bukis
- Jugando con las estrellas (1972)
- Casas de cartón/Falso amor (1975)
- Te tuve y te perdí (1977)
- Me siento solo (1978)
- Los triunfadores (1979)
- Mi najayita (1980)
- Presiento que voy a llorar (1981)
- Yo te necesito (1982)
- Mi fantasía (1983)
- ¿A dónde vas? (1985)
- Me volví a acordar de ti (1986)
- Si me recuerdas (1988)
- Y para siempre (1989)
- A través de tus ojos (1991)
- Quiéreme (1992)
- Inalcanzable (1993)
- Por amor a mi pueblo (1995)

### Als solist
- En pleno vuelo (1996)
- Marco (1997)
- Trozos de mi alma (1999)
- Más de mi alma (2001)
- Tu amor o tu desprecio (2003)
- Razón de sobra (2004)
- Trozos de mi alma, vol. 2 (2006)
- No molestar (2008)
- En total plenitud (2010)
- Gracias por estar aquí (2013)
- Qué ganas de verte - EP (2021)

## Privé
Marco Antonio Solís was van 1983 tot 1993 getrouwd met Beatriz Adriana, met wie hij een dochter heeft en een zoon had (vermoord in 2000).
Marco Antonio Solís is sinds 1993 getrouwd met Cristian Salas. Ze hebben twee dochters samen.